# Violences en droit pénal français
Ne doit pas être confondu avec Violence en droit civil français.
 (juillet 2023).
En droit pénal français, le terme « violences » désigne une infraction d'atteinte à l'intégrité physique ou psychique des personnes. Dans ce cas le terme « violence » renvoie généralement à la violence physique.
Les violences peuvent constituer une infraction autonome, mais elle peut être la circonstance aggravante d'une autre infraction (ex : proxénétisme, vol).

## Typologie des violences

### Violences légères
Les violences n'ayant entraîné aucune incapacité de travail, appelées aussi « coups et blessures », constituent une contravention de quatrième classe sanctionnée par une amende de 750 euros maximum. Elles sont punies de trois ans d'emprisonnement et de 45 000 euros d'amende lorsqu'elles sont commises avec une circonstance aggravante.

### Violences ayant entraîné une incapacité totale de travail
- les violences physiques ayant entraîné une incapacité totale de travail (ITT) d'une durée inférieure ou égale à 8 jours constituent une contravention de cinquième classe sanctionnée par une amende de 1 500 € maximum[3].
- les violences physiques ayant entraîné une incapacité totale de travail (ITT) d'une durée supérieure à 8 jours constituent un délit sanctionné par une peine d'emprisonnement de 3 ans maximum et/ou une peine d'amende de 45 000 € maximum[4].

### Violences ayant entraîné une mutilation
Les violences physiques ayant entraîné une mutilation ou une infirmité permanente sont punies de 10 ans d'emprisonnement maximum et/ou de 150 000 € d'amende maximum.

### Violences ayant entraîné la mort sans intention de la donner
L'article 222-7 du code pénal punit l'auteur de violences ayant entraîné la mort sans intention de la donner à 15 ans de réclusion criminelle. Dans ce cas, l'auteur des faits a eu l'intention de blesser la victime sans intention de la tuer, le résultat des violences ayant dépassé son intention première : "délit praeter-intentionnelle",. L'absence d'intention de tuer distingue cette infraction du meurtre. Ce cas de figure est souvent étroitement lié aux violences conjugales. Il s'agit d'un crime passible de la cour d'assises.